# Friedrich Glauser
Pour les articles homonymes, voir Glauser.
 (mars 2023).
Si vous disposez d'ouvrages ou d'articles de référence ou si vous connaissez des sites web de qualité traitant du thème abordé ici, merci de compléter l'article en donnant les références utiles à sa vérifiabilité et en les liant à la section « Notes et références ».
Œuvres principales
- L'inspecteur Studer (1936)
- Gourrama (1938)

Friedrich Glauser, né le 4 février 1896 à Vienne (Autriche) et mort le 8 décembre 1938 à Nervi, un quartier de Gênes (Italie), est un des grands noms de la littérature suisse. Il se fait connaître par une série de romans policiers mettant en scène l'inspecteur Studer. En matière de littérature policière, il se revendique disciple de Georges Simenon.
Comme l'écrit Claude Haenggli : « La vie de Friedrich Glauser est un véritable roman. » Après une jeunesse assez mouvementée, il exerce divers métiers dans divers lieux : garçon-laitier, journaliste stagiaire, légionnaire pendant deux ans, puis plongeur, mineur, horticulteur (entre autres, la liste est longue). Il passe en tout huit ans de sa brève vie dans des maisons d'arrêt ou des hôpitaux psychiatriques, notamment à cause de son addiction à la morphine et les falsifications d'ordonnance qu'il commet pour se procurer des opiacés.

## Biographie

### Une jeunesse mouvementée
Friedrich Glauser est le fils de Charles Pierre Glauser et de Theresia Scubitz. Son père est suisse et sa mère autrichienne, tous deux appartenant à la bourgeoisie aisée. Le grand-père paternel de Friedrich a fait fortune dans les mines d'or. Son père est professeur de français et Friedrich est parfaitement francophone. Ses premiers écrits sont en français mais il choisit ensuite l'allemand et parfois le suisse allemand pour écrire ses romans.
Alors qu'il a quatre ans, la mère de Friedrich meurt. Le jeune garçon est placé chez ses grands-parents maternels à Aussig, aujourd'hui Ústí nad Labem.
Quand son père se remarie, Friedrich retourne à Vienne vivre avec son père et sa nouvelle épouse. Il fréquente l'école primaire évangélique, puis le lycée Élisabeth.
Quand Friedrich a treize ans, son père se sépare de sa seconde épouse. Son éducation est alors confiée à sa grand-mère paternelle, qui vit avec eux. Friedrich fait une fugue, désirant se rendre à Pressburg (aujourd'hui Bratislava), mais il est arrêté par la police et fait connaissance pour la première fois avec la prison et les détenus. Il écrira plus tard s'être immédiatement senti à l'aise avec ces gens-là. À partir de cet incident, les relations avec son père seront difficiles.
En 1910, son père est nommé à Mannheim (Allemagne) et il fait placer Friedrich dans une maison de redressement  à Glarisegg en Suisse, dans le canton de Thurgovie.
En 1911, le père de Friedrich se marie en troisièmes noces avec Louise Golaz, une Genevoise qui travaillait auparavant pour lui en tant que gouvernante.
À dix-sept ans Friedrich fait la première de ses cinq tentatives de suicide. Il est ensuite exclu de son établissement d'enseignement à cause d'une altercation avec l'un de ses maîtres.
En 1913, Friedrich entre au Collège de Genève, et habite chez le docteur Léon Cattin qui est le mari de la sœur de Louise Golaz, sa propre belle-mère.
Pendant l'été 1915 Friedrich effectue son service militaire dans l'artillerie. Il rejoint l'école des Sous-officiers, mais il est jugé inapte. Il reprend donc ses études au Collège de Genève.
Il écrit alors des critiques littéraires dans L'indépendance helvétique, le journal de son ami Georges Haldenwang. Dans l'une de ces critiques, il ridiculise le recueil de poésie publié par l'un de ses professeurs, ce qui lui vaut des difficultés avec la direction, et il préfère quitter le Collège.
Il se rend à Zurich à l'Institut Minerva et y obtient son diplôme de maturité fédérale. Il s'inscrit en chimie à l'université mais interrompt ses études au bout de six mois.

### De Zurich à la Légion
Friedrich abandonne rapidement ses études pour mener une vie de bohème. Il fonde avec son ami Georges Haldenwang un journal, Le Gong et entre en contact avec plusieurs artistes du mouvement Dada. Il connait plusieurs difficultés, devient éthéromane, contracte des dettes que son père refuse de prendre en charge et, après des examens psychiatriques, est placé sous tutelle.
Il part pour le Tessin, puis pour Genève où il travaille comme garçon-laitier. De retour à Zurich, il travaille dans un magasin d'antiquités. Il contracte une tuberculose pulmonaire pour laquelle il est traité à la morphine, un opiacé dont il devient dépendant. Il s'échappe du sanatorium où il est traité et retourne à Genève au début de l'année 1918 où il se cache des autorités tutélaires zurichoise. Il est arrêté par la police pour vol et morphinomanie, puis est placé à la clinique psychiatrique de Bel-Air à Genève. Les médecins diagnostiquent une démence précoce et il est placé à l'hôpital psychiatrique de Münsingen d'où il s'enfuira peu de temps après.
Friedrich s'installe au Tessin avec sa compagne, Elisabeth von Ruckteschell, dans un moulin abandonné de Ronco près d'Ascona. Il est à nouveau arrêté par la police et il tente de se suicider dans son cachot à Bellinzone. Il est ensuite placé dans un hôpital psychiatrique dont il sort grâce à un protecteur[pas clair]. Friedrich reprend pied, travaille dans un magasin d'alimentation puis devient journaliste stagiaire jusqu'à ce qu'il se brouille avec son protecteur[pas clair].
En avril 1921, Friedrich retourne vers son père à Mannheim, qui l'encourage à aller en France et à s'engager dans la Légion étrangère, son père espérant  que cela lui permette de se libérer de son addiction. Durant deux ans, il sera légionnaire, il passera par Marseille, puis Sidi Bel-Abbès, Sebdou, Geryville et enfin Gourrama. Friedrich supporte bien la Légion, il devient rapidement sous-officier sanitaire et il racontera cette expérience dans son livre Gourrama. Mais même s'il est bien intégré, son passage à la Légion se termine mal : il est accusé dans une affaire de corruption, et fait une nouvelle tentative de suicide en s'ouvrant les veines dans son cachot. Il est démobilisé en avril 1923.
Ce passage à la Légion ne l'a pas guéri de son addiction, il continue d'être un toxicomane dépendant à la morphine.

### France, Belgique, Suisse et Italie
Friedrich débarque à Paris avec cinq francs en poche. Il trouve du travail comme plongeur dans la cuisine du Grand Hôtel Suisse qui se trouvait rue Lafayette. Il part ensuite pour la Belgique où il pense pouvoir embarquer pour le Congo mais se retrouve à Charleroi où il travaille comme mineur. Cette période entre Paris et à Charleroi est évoquée dans Dans les ténèbres. Il tombe malade, est soigné à l'hôpital municipal et y devient infirmier. Un soir, la morphine provoque une crise de délire et Friedrich met le feu à sa chambre. Rapatrié en Suisse à l'hôpital psychiatrique de Münsingen, il est enfermé au pénitencier de Witzwil.
Hugo Marti, rédacteur littéraire du Bund et destinataire de la dédicace de Dans les ténèbres, permet à Friedrich de publier deux textes, ce qui l'incite à se remettre à écrire. Il fait une nouvelle tentative de suicide dans le cachot où il était puni pour avoir fumé dans sa chambre. Il est libéré du pénitencier au bout d'un an.
Friedrich travaille alors comme ouvrier dans un établissement horticole de Liestal. Il commence une relation tumultueuse avec une danseuse, Béatrix Gutekunst.
En 1927, il est arrêté pour falsification d'ordonnance et il retourne à l'hôpital de Münsingen pour une cure.Friedrich s'installe ensuite près de Winterthour.
En 1930 il s'inscrit à l'école d'horticulture d'Oeschberg dans le canton de Berne et obtient son diplôme en 1931.
En 1932 il part avec Béatrix pour Paris où il tente de vivre de sa plume. N'y parvenant pas, il se rend chez son père à Mannheim. Il est à nouveau arrêté pour falsification d'ordonnance, et son père demande son internement à vie. Expulsé d'Allemagne, il est à nouveau placé à l'hôpital de Münsingen et Béatrix le quitte. Dans ce même hôpital y fait alors la rencontre, Berthe Bendel qui y travaille comme infirmière, dont il tombe amoureux.

Un banquier suisse de Paris propose alors à Friedrich d'administrer un domaine qui lui appartient à Angles dans la Beauce. L'affaire est conclue, mais un incident survenu la veille du départ conduit au transfert de Friedrich à la clinique psychiatrique de la Waldau à Berne que Robert Walser venait de quitter.

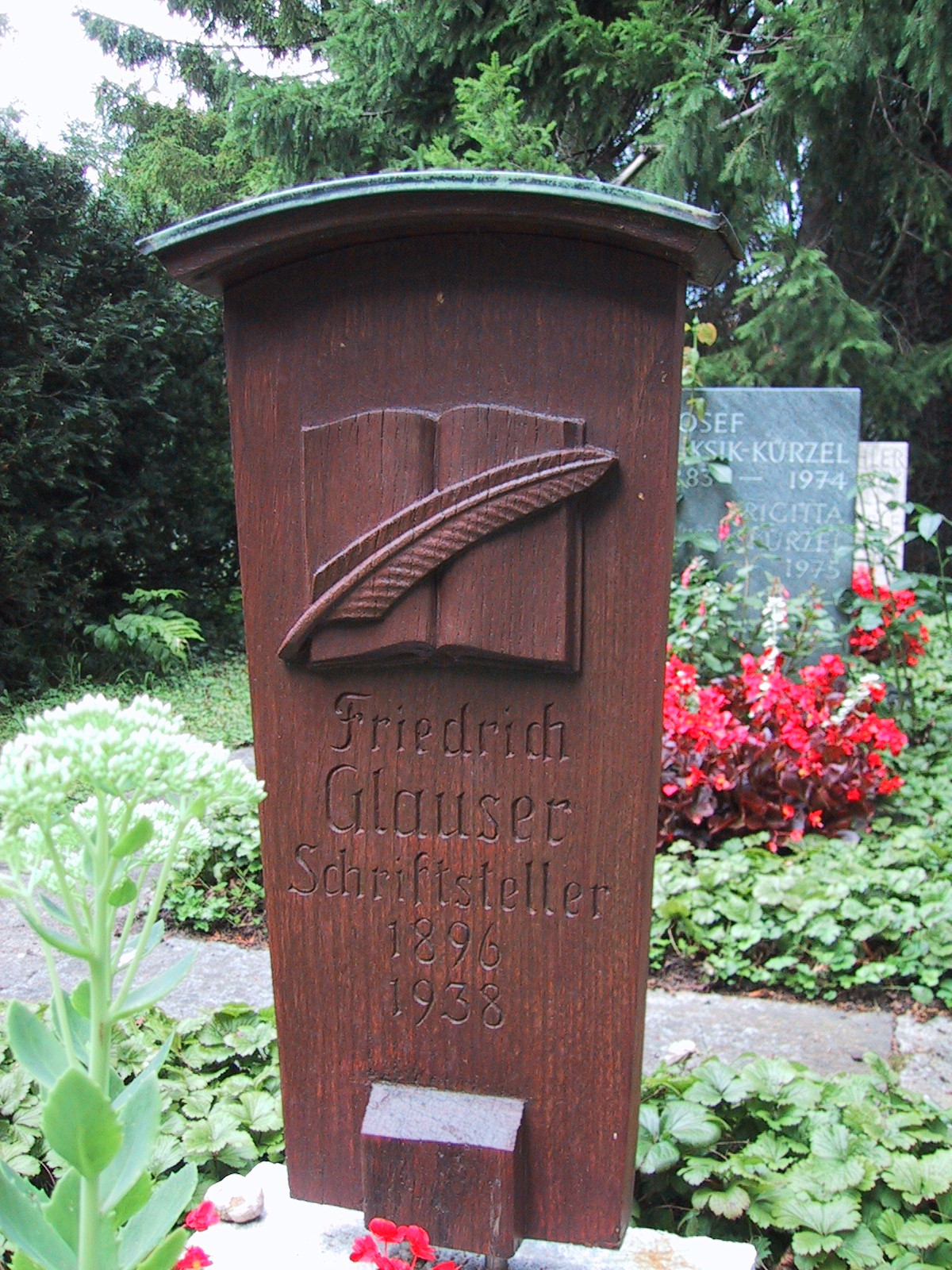
La tombe de Friedrich Glauser au cimetière de Manegg à Zurich.

En 1934, il remporte le premier prix du concours de nouvelles du Schweizer Spiegel. Il entre en contact avec Martha Ringier qui possède un poste administratif aux éditions Gute Schriften Basel et qui aidera Friedrich en jouant un rôle de mère.
En juin 1936 le père de Friedrich et son tuteur donnent leur accord pour qu'il aille à Angles avec Berthe Bendel, où ils exploitent ensemble le petit domaine.
En décembre 1936 paraît Schlumpf Erwin Mord qui est sous-titré Wachtmeister Studer. Il est ensuite publié sous le titre L'inspecteur Studer. En janvier 1937 paraît Le Royaume de Matto, deuxième roman qui met en scène l'inspecteur Studer. Ce livre est très mal accueilli par les autorités bernoises puisque l'intrigue se déroule dans un hôpital psychiatrique du canton. Friedrich termine à Angles Dans les ténèbres, il est devenu membre de la Société des écrivains suisses. Tout semble aller pour le mieux.
Pourtant Friedrich continue à se déplacer avec Berthe. Il quitte Angles pour la Bretagne. Après l'épisode du manuscrit de Studer et l'Affaire du Chinois et l'obtention du premier prix du concours de la Société des écrivains suisses pour ce roman en 1938, il décide de se reposer en Italie et d'y épouser Berthe. Les autorités suisses, qui ont pris des mesures pour bloquer l'immigration juive, posent de nombreux problèmes à ce mariage, car Berthe Bendel, étant orpheline élevée par une famille suisse, mais ayant conservé sa nationalité allemande, ne réussit pas à obtenir un certificat de race aryenne.
Le couple s'installe à Nervi près de Gênes, où les autorités italiennes font moins de difficultés, en attendant d'avoir tous les papiers pour autoriser le mariage. Ils les obtiennent enfin, mais le 6 décembre au soir, la veille de la cérémonie du mariage, Friedrich s'écroule au milieu du repas, victime d'une crise cardiaque. Il meurt le 8 décembre au matin.
Ses cendres sont transportées au cimetière zurichois de Manegg. Sa tombe est la première à gauche de l'entrée. On peut y lire cette simple inscription: « Friedrich Glauser, écrivain, 1896 - 1938 ». Le fonds d'archives de Friedrich Glauser se trouve aux Archives littéraires suisses à Berne.

## Œuvre
- Les Premières Affaires de l’Inspecteur Studer, traduction de Catherine Clermont, Paris, Quai Voltaire, coll. Le Promeneur, 1990, édition en poche en 10/18, 1999. Titre original : Verhör / Wachtmeister Studers erste Fälle (1933)
- L’inspecteur Studer, traduction de Catherine Clermont, Paris, Quai Voltaire. coll. Le Promeneur, 1990, édition en poche en 10/18, 1998. Titre original : Schlumpf Erwin Mord / Wachtmeister Studer (1936)
- Le Règne des toqués, traduction de Jean-Pierre Bommer, Lausanne, L’Aire, 1983. Traduit aussi sous un autre titre : Le Royaume de Matto, traduction de Philippe Giraudon, Paris, Gallimard, Le Promeneur, 1999. Titre original : Matto regiert (1936)
- Dans les ténèbres, traduction de Claude Haenggli, Lausanne, L’Age d’Homme, 2000. Titre original : Im Dunkel (1937)
- Studer et le Caporal extralucide, traduction de Philippe Giraudon, Paris, Gallimard, Le Promeneur, 1997, édition en poche en 10/18, 1999. Titre original : Die Fieberkurve / Wachtmeister Studers neuer Fall (1938)
- Krock & Co, traduction de Catherine Clermont, Paris, Gallimard, Le Promeneur, 1996, édition en poche en 10/18, 2001. Titre original : Krock & Co / Wachtmeister Studers vierter Fall (1937)
- Studer et l'Affaire du Chinois, traduction de Catherine Clermont, Paris, Gallimard, Le Promeneur, 1991, édition en poche en 10/18, 2000. Titre original : Der Chinese (1938)
- Gourrama, un roman de la Légion étrangère, traduction de Philippe Giraudon, Paris, Gallimard, Le Promeneur, 2002. Titre original : Gourrama (1940)
- Le Thé des trois vieilles dames, traduction de Daniel Renaud, Genève, Zoé, 1987. Il existe aussi une traduction de Philippe Giraudon, sous le même titre, chez Le Promeneur, 1998, ainsi qu'une édition en poche en 10/18, 2000. Titre original : Der Tee der drei alten Damen (1940)
- Dada, Ascona und andere Erinnerungen (1976) Non traduit en français
- Morphine, nouvelles et souvenirs, traduction de Philippe Giraudon, Paris, Gallimard, Le Promeneur, 2000. Titre original : Morphium und autobiographische Texte (1980)